# Danil Khalimov
Danil Khalimov (Nižnij Tagil, 6 luglio 1978 – Ekaterinburg, 15 ottobre 2020) è stato un lottatore kazako, specializzato nella lotta greco-romana.

## Biografia
Peso medio, vinse la medaglia d'argento ai XIV Giochi asiatici (2002). Partecipò anche alle Olimpiadi di Atene (2004), ma senza riuscire a salire sul podio.
Khalimov è morto in Russia a soli 42 anni il 15 ottobre 2020, per complicazioni da Covid-19.